# Michal Broš
Michal Broš (* 25. leden 1976 v Olomouci) je bývalý český hokejový útočník. Momentálně je hlavním trenérem týmu HC Verva Litvínov.

## Hráčská kariéra
S hokejem začínal v rodném městě, v klubu HC Olomouc, ve kterém odehrál všechny mládežnické kategorie. Po poslední štaci v juniorské lize 1994/95 byl v létě 1995 draftován týmem San Jose Sharks v pátém kole celkově ze 130. místa. V Olomouci setrval i nadále, v následujícím ročníku 1995/96 debutoval v české nejvyšší soutěži. Za seniorský tým HC Olomouc odehrál dvě sezóny 1995/97, než klub po sezóně prodal extraligovou licenci do klubu HC Becherovka Karlovy Vary. Ve zcela nové extraligové sezóně 1997/98 si poprvé zahrál za jiný klub, přestoupil do klubu HC Petra Vsetín, kde strávil dva ročníky a s týmem vybojoval rovněž dva tituly.
Po úspěšné sezóně 1998/99 odešel se spoluhráčem Ondřejem Kratěnou do klubu HC Sparta Praha. Za Spartu pokračoval v úspěšném tažení ligou a pomohl k zisku titulu v ročnících 1999/2000 a 2001/2002, v playoff 2002 se stal nejužitečnějším hráčem. Za Spartu odehrál šest sezón, v letech 1999/2005. Poté odcestoval do finské nejvyšší soutěže jménem SM-liiga, tři roky hrával za klub Kärpät Oulu, se kterým se stal dvakrát mistrem ligy 2006/07 a 2007/08. V playoff 2006 byl klíčovým hráčem pro klub.
Do nového ročníku 2008/09 se vrátil zpět do Sparty, se kterou se umístil na třetím místě. Se Spartou v sezóně 2010/11 prožil nejhorší sezónu, kdy s týmem hráli play-out (skupina o udržení), klub skončil na 12. místě. Po sezóně se zrekonstruoval kádr a bývalý kapitán David Výborný odešel z týmu, na jeho místo byl určen Broš jako kapitán. Kapitánské céčko nosil dva roky. Závěr kariéry odehrál v nižší české lize za Mladou Boleslav, do které přišel v letní přípravě 2013. V kádru se potkal s bývalým spoluhráčem a kapitánem sparty Davidem Výborným. Mladé Boleslavi se dařilo, taktéž Michalu Brošovi, který patřil mezi produktivní hráče. Po úspěšné základní části i playoff postoupili do baráže o extraligu, ve které také uspěli a postoupili. Poslední rok kariéry strávil s nováčkem nejvyšší soutěže, rovněž v Mladé Boleslavi oznámil konec kariéry, nechyběla ani rozlučka na ledě mezi fanoušky.

## Trenérská kariéra
Po skončení kariéry se Broš začal zabývat trenérskou prací v Letňanech, Kralupech nad Vltavou. V roce 2024 trénuje mládež v Dukle Jihlava.  V dubnu 2025 byl jmenován hlavním trenérem extraligového týmu HC Verva Litvínov. 

## Manažerská kariéra
10. dubna 2017 se stal sportovním manažerem klubu HC Sparta Praha.

## Zajímavosti
30. prosince 2011 v zápase proti týmu PSG Zlín vstřelil v dresu Sparty 150 gól, trefil se ve 21. minutě.

## Ocenění a úspěchy
- 2002 ČHL - Cena Václava Paciny
- 2002 ČHL - Nejlepší nahrávač v playoff
- 2002 ČHL - Nejproduktivnější hráč v playoff
- 2002 ČHL - Nejlepší hráč v pobyt na ledě +/− v playoff
- 2007 SM-l - Nejproduktivnější hráč v playoff
- 2007 SM-l - Nejlepší hráč v pobyt na ledě +/− v playoff
- 2014 Postup s týmem BK Mladá Boleslav do ČHL

## Prvenství
- Debut v ČHL - 8. září 1995 (HC Olomouc proti HC Sparta Praha)
- První asistence v ČHL - 8. září 1995 (HC Olomouc proti HC Sparta Praha)
- První gól v ČHL - 15. září 1995 (HC Olomouc proti HC Kometa BVV Brno, českému brankáři Liboru Bartovi)
- První hattrick v ČHL - 8. ledna 2010 (HC Mountfield proti HC Sparta Praha)

## Klubová statistika
| Sezóna        | Klub               | Soutěž        |     | Základní část | Základní část | Základní část | Základní část | Základní část |    | Play off | Play off | Play off | Play off | Play off |
| Sezóna        | Klub               | Soutěž        | Z   | G             | A             | B             | TM            | Z             | G  | A        | B        | TM       |          |          |
| 1994/1995     | HC Olomouc 20      | ČHL-20        | 34  | 29            | 32            | 61            |               | —             | —  | —        | —        | —        |          |          |
| 1995/1996     | HC Olomouc         | ČHL           | 35  | 8             | 12            | 20            | 22            | 4             | 2  | 1        | 3        | 0        |          |          |
| 1996/1997     | HC Olomouc         | ČHL           | 50  | 13            | 14            | 27            | 28            | —             | —  | —        | —        | —        |          |          |
| 1997/1998     | HC Petra Vsetín    | ČHL           | 47  | 14            | 18            | 32            | 28            | 10            | 3  | 1        | 4        | 2        |          |          |
| 1998/1999     | HC Slovnaft Vsetín | ČHL           | 41  | 10            | 18            | 28            | 18            | 12            | 1  | 3        | 4        | 12       |          |          |
| 1999/2000     | HC Sparta Praha    | ČHL           | 49  | 6             | 30            | 36            | 51            | 9             | 1  | 3        | 4        | 4        |          |          |
| 2000/2001     | HC Sparta Praha    | ČHL           | 27  | 3             | 13            | 16            | 22            | 13            | 4  | 6        | 10       | 8        |          |          |
| 2001/2002     | HC Sparta Praha    | ČHL           | 48  | 19            | 29            | 48            | 71            | 13            | 7  | 11       | 18       | 8        |          |          |
| 2002/2003     | HC Sparta Praha    | ČHL           | 40  | 13            | 17            | 30            | 90            | 10            | 2  | 4        | 6        | 8        |          |          |
| 2003/2004     | HC Sparta Praha    | ČHL           | 46  | 15            | 25            | 40            | 60            | 13            | 1  | 3        | 4        | 6        |          |          |
| 2004/2005     | HC Sparta Praha    | ČHL           | 44  | 7             | 14            | 21            | 63            | 3             | 1  | 0        | 1        | 0        |          |          |
| 2005/2006     | Oulun Kärpät       | SM-l          | 47  | 15            | 21            | 36            | 38            | 11            | 3  | 5        | 8        | 6        |          |          |
| 2006/2007     | Oulun Kärpät       | SM-l          | 50  | 21            | 21            | 42            | 24            | 10            | 6  | 6        | 12       | 8        |          |          |
| 2007/2008     | Oulun Kärpät       | SM-l          | 53  | 25            | 38            | 53            | 34            | 13            | 5  | 4        | 9        | 6        |          |          |
| 2008/2009     | HC Sparta Praha    | ČHL           | 45  | 21            | 20            | 41            | 64            | 11            | 2  | 7        | 9        | 30       |          |          |
| 2009/2010     | HC Sparta Praha    | ČHL           | 51  | 17            | 12            | 29            | 36            | 7             | 1  | 1        | 2        | 4        |          |          |
| 2010/2011     | HC Sparta Praha    | ČHL           | 49  | 17            | 12            | 29            | 56            | —             | —  | —        | —        | —        |          |          |
| 2011/2012     | HC Sparta Praha    | ČHL           | 51  | 15            | 16            | 31            | 36            | 5             | 0  | 1        | 1        | 6        |          |          |
| 2012/2013     | HC Sparta Praha    | ČHL           | 44  | 12            | 11            | 23            | 16            | 7             | 1  | 1        | 2        | 2        |          |          |
| 2013/2014     | BK Mladá Boleslav  | 1.ČHL         | 48  | 19            | 35            | 54            | 51            | 10            | 3  | 6        | 9        | 2        |          |          |
| 2014/2015     | BK Mladá Boleslav  | ČHL           | 33  | 10            | 13            | 23            | 22            | 9             | 1  | 3        | 4        | 2        |          |          |
| Celkem v ČHL  | Celkem v ČHL       | Celkem v ČHL  | 700 | 200           | 271           | 471           | 683           | 124           | 28 | 45       | 73       | 92       |          |          |
| Celkem v SM-l | Celkem v SM-l      | Celkem v SM-l | 150 | 61            | 70            | 131           | 96            | 34            | 14 | 15       | 29       | 20       |          |          |

## Reprezentace
| Rok                       | Tým                       | Soutěž                    | Z  | G | A | B | TM |
| ------------------------- | ------------------------- | ------------------------- | -- | - | - | - | -- |
| 1996                      | Česko 20                  | MSJ                       | 6  | 3 | 3 | 6 | 4  |
| 2000                      | Česko                     | MS                        | 9  | 1 | 0 | 1 | 0  |
| 2002                      | Česko                     | MS                        | 7  | 0 | 2 | 2 | 4  |
| Juniorská kariéra celkově | Juniorská kariéra celkově | Juniorská kariéra celkově | 6  | 3 | 3 | 6 | 4  |
| Seniorská kariéra celkově | Seniorská kariéra celkově | Seniorská kariéra celkově | 16 | 1 | 2 | 3 | 4  |